# Europejska Nagroda Muzyczna MTV dla najlepszego arabskiego wykonawcy
Europejska Nagroda Muzyczna MTV dla najlepszego arabskiego wykonawcy - nagroda przyznawana przez redakcję MTV Arabia podczas corocznego rozdania MTV Europe Music Awards. Nagrodę dla najlepszego arabskiego wykonawcy po raz pierwszy przyznano w 2007 r. O zwycięstwie decydują widzowie za pomocą głosowania internetowego i telefonicznego (smsowego). 

## Artyści nominowani do nagrody MTV

### 2007
- Rashed Al-Majed
  - Nancy Ajram
  - Elissa
  - Mohamed Hamaki
  - Tamer Hosny

### 2008
- Karl Wolf
  - Abri
  - Fayez
  - Mohamed Hamaki
  - Carole Samaha

### 2009
- Joe Ashkar
  - Rashed Al-Majed
  - Darine Hadchiti
  - Amr Mostafa
  - Ramy Sabry

### 2010
- Joseph Attieh
- Mohamed Hamaki
- Khaled Selim